# Djulinski prochod
Przełęcz Diulińska (bułg. Дюлински проход - Djulinski prochod, do 1942 Przełęcz Ajwandżijska - Айванджийски проход - Ajwandżijski prochod)) – przełęcz górska we wschodniej Starej Płaninie. Rozdziela ona Karnobracko-Ajtoską Płaninę od Emińskiej. Przechodzi przez nią droga drugiej klasy nr 906, która łączy Burgas i Warnę między wsiami Gjuliowca i Djulino. Przełęcz osiąga wysokość 440 m n.p.m. Droga przez przełęcz ma 20 km, a na szczycie znajduje się szerokie siodło. W przyszłości ma tędy przebiegać Autostrada A5 „Czerno more” (Morze Czarne).
Stan nawierzchni drogowej jest zły.